# 880
| Calendário gregoriano                                                        | 880 DCCCLXXX                                         |
| Ab urbe condita                                                              | 1633                                                 |
| Calendário arménio                                                           | 329 – 330                                            |
| Calendário bahá'í                                                            | -964 – -963                                          |
| Calendário budista                                                           | 1424                                                 |
| Calendário chinês                                                            | 3576 – 3577 Início a 16 de janeiro (aproximadamente) |
| Calendário copta                                                             | 596 – 597                                            |
| Calendário etíope                                                            | 872 – 873                                            |
| Calendários hindus - Vikram Samvat - Calendário nacional indiano - Cáli Iuga | 935 – 936 801 – 802 3980 – 3981                      |
| Calendário Holoceno                                                          | 10880                                                |
| Calendário islâmico                                                          | 266 – 267                                            |
| Calendário judaico                                                           | 4640 – 4641                                          |
| Calendário persa                                                             | 258 – 259                                            |
| Calendário rúnico                                                            | 1130                                                 |
| Calendário solar tailandês                                                   | 1423                                                 |

880 (DCCCLXXX, na numeração romana) foi um ano bissexto do século IX do Calendário Juliano, da Era de Cristo, teve início a uma sexta-feira e terminou a um sábado e as suas letras dominicais foram C e B (52 semanas).
No território que viria a ser o reino de Portugal estava em vigor a Era de César que já contava 918 anos.
| Ano completo                          |
| ------------------------------------- |
| Ano bissexto com início à sexta-feira |

## Eventos
- Fundação do Ducado da Borgonha
- Oleg conquistou Kiev

## Nascimentos
- Hugo Soares Belfaguer, nobre medieval de origem vesigótica e Senhor feudal descendente da Casa dos Sousa. Faleceu em 950.
- Bernardo, o Dano m. 955, visconde de Ruão e chefe viquingue de origens Dinamarquesas.